# Dirk Heinrichs (Fußballspieler)
Dirk Heinrichs (* 20. Mai 1968 in Rüdersdorf bei Berlin) ist ein deutscher Fußballtrainer und ehemaliger Fußballtorwart. 

## Werdegang

### Spieler
Der Torwart begann seine Karriere bei der BSG Einheit Woltersdorf und war als Jugendlicher beim 1. FC Union Berlin und der BSG KWO Berlin aktiv. Von 1991 bis 1993 spielte Heinrichs für die Amateurmannschaft von Hertha BSC. In der Saison 1992/93 erreichte er mit seiner Mannschaft das Pokalfinale, welches mit 0:1 gegen Bayer 04 Leverkusen verloren wurde. Heinrichs kam im Saisonverlauf in den Spielen gegen die SG Heidelberg-Kirchheim und Hannover 96 zum Einsatz. Im Sommer 1993 wechselte er zum 1. FC Lok Stendal, mit dem er sich ein Jahr später für die neu geschaffene Regionalliga Nordost qualifizierte. In der Rückrunde der Saison 1994/95 spielte Heinrichs für den SV Concordia Ihrhove in der Verbandsliga Niedersachsen, bevor er im Sommer 1995 zum Regionalligisten FC Rot-Weiß Erfurt wechselte. Mit den Erfurtern gewann er im Jahre 1998 den Thüringer Landespokal. Anschließen wechselte er zum SV Babelsberg 03. Mit den Babelsbergern gewann er zunächst 1999 und 2000 den Brandenburgischen Landespokal, bevor er mit der Mannschaft im Jahre 2001 in die 2. Bundesliga aufstieg. Sein Profidebüt gab Dirk Heinrichs am 28. Juli 2001 beim 1:0-Sieg seiner Mannschaft bei Arminia Bielefeld. Insgesamt absolvierte er vier Zweitligaspiele, konnte aber den Abstieg seiner Mannschaft am Saisonende nicht verhindern. Im Sommer 2003 beendete er seine Karriere.

### Trainer
Dirk Heinrichs wechselte nach seiner aktiven Karriere zum Frauenfußballverein 1. FFC Turbine Potsdam und übernahm den Posten des Co-Trainers. Bis 2015 war er zusätzlich Torwarttrainer der Turbinen. Nach der Freistellung des Cheftrainers Sebastian Middeke im Oktober 2022 übernahm Dirk Heinrichs am 6. November 2022 interimsweise das Amt des Cheftrainers für das Spiel bei der SGS Essen. Anschließend übernahm Sven Weigang die Trainingsleitung, da Heinrichs nicht über die erforderliche Trainerlizenz verfügte. Im Februar 2023 bat Weigang um Auflösung des Vertrages, wodurch Heinrichs erneut als Interims-Trainer übernahm; abermals wegen der fehlenden A-Lizenz auf drei Wochen begrenzt. 2024 erhielt Heinrichs die A-Lizenz und war seither mit Marco Gebhardt in Doppelspitze Cheftrainer der Turbinen. Nach dem fünften Spieltag der Saison 2024/25 wurden er und Gebhardt freigestellt. Zum Zeitpunkt der Entlassung lag das Team ohne Punkte und mit 0:16 Toren auf dem letzten Tabellenplatz.